# Стаффорд, Роджер, 6-й барон Стаффорд
Роджер Стаффорд (англ. Roger Stafford; приблизительно 1572/75—1640) — английский дворянин, de jure 6-й барон Стаффорд в 1637—1639 годах. Под нажимом короны отказался от претензий на титул из-за своей бедности.

## Биография
Роджер Стаффорд принадлежал к младшей ветви одного из самых знатных и влиятельных семейств Англии, представители которого заседали в парламенте с 1299 года, а по женской линии происходили от Плантагенетов. С начала XVI века положение Стаффордов постоянно ухудшалось, а их владения сокращались, так что в XVII веке Стаффорды совсем опустились. Роджер был сыном Ричарда Стаффорда, младшего сына 1-го барона Стаффорда, и Мэри Корбет. Он родился примерно между 1572 и 1575 годами. В 1637 году, когда умер его 15-летний двоюродный внучатый племянник Генри, 5-й барон Стаффорд, к Роджеру перешли права на баронский титул. Он подал прошение в парламент, и для рассмотрения этих претензий была создана специальная комиссия. В итоге король Карл I постановил, что Стаффорд, «не имея ни части наследства упомянутого лорда Стаффорда, ни каких-либо других земель или средств вообще, должен отказаться от всех претензий на упомянутое баронство Стаффорд». 7 декабря 1639 года Роджер официально отказался от титула и получил за это 800 фунтов стерлингов.
Стаффорд умер в 1640 году неженатым и бездетным, так что с его смертью род Стаффордов угас.